# Lykke Frank Hansen
Lykke Catrine Frank Hansen (* 8. Januar 1988 in Nuuk) ist eine grönländische Handballnationalspielerin, die zuletzt für den dänischen Zweitligisten Fredericia Håndboldklub auflief.

## Karriere
Lykke Frank Hansen spielte anfangs Handball in ihrem Geburtsort bei GSS Nuuk. Im Jahr 2019 bestritt sie mit der grönländischen Nationalmannschaft zwei Trainingsspiele gegen den dänischen Erstligisten Nykøbing Falster Håndboldklub. Aufgrund der gezeigten Leistung wurde die etatmäßige Rückraumspielerin anschließend vom dänischen Verein unter Vertrag genommen. Lykke Frank Hansen bestritt im Finale des dänischen Super Cups ihr Debüt im Trikot von Nykøbing Falster. Bei der 22:33-Niederlage gegen Team Esbjerg erzielte sie zwei Treffer. Lykke Frank Hansen, die ebenfalls auf Linksaußen spielen kann, vertrat Anfang März 2021 die Außenspielerin Lærke Nolsøe und erzielte fünf Treffer im Ligaspiel gegen Aarhus United. Nach der Saison 2021/22 beendete sie ihre Karriere. Ein Jahr später setzte sie ihre Karriere fort und lief in der Saison 2023/24 für den dänischen Zweitligisten Fredericia Håndboldklub auf.
Lykke Frank Hansen belegte mit der grönländischen Nationalmannschaft bei der Nordamerikanischen und karibischen Handballmeisterschaft 2021 den zweiten Platz. Beim 28:18-Erfolg im zweiten Gruppenspiel gegen die Vereinigten Staaten war sie mit neun Treffern die torgefährlichste Spielerin der Partie. Nach dem Turnierende wurde sie in das All-Star-Team gewählt. Hansen nahm an der Weltmeisterschaft 2023 teil, bei der sie 13 Treffer erzielte.